# Championnats d'Europe d'haltérophilie 1961
 (novembre 2023).
Si vous disposez d'ouvrages ou d'articles de référence ou si vous connaissez des sites web de qualité traitant du thème abordé ici, merci de compléter l'article en donnant les références utiles à sa vérifiabilité et en les liant à la section « Notes et références ».
Navigation
Édition précédente Édition suivante
Les championnats d'Europe d'haltérophilie 1961, quarante-et-unième édition des championnats d'Europe d'haltérophilie, ont eu lieu en 1961 à Vienne, en Autriche.